# 4-Iodamphetamin
4-Iodamphetamin (4-IA), auch bekannt als para-Iodamphetamin (PIA), ist eine Forschungschemikalie aus der Gruppe der Phenethylamine und gehört innerhalb dieser Gruppe zu den Amphetaminen. Es bewirkt eine Ausschüttung der Neurotransmitter Serotonin, Dopamin und Noradrenalin und ist extrem neurotoxisch. Es verursacht im Gehirn eine selektive Zerstörung von Serotonin-Neuronen. Es ist dabei potenter als eng verwandte Substanzen wie 4-Bromamphetamin oder 4-Chloramphetamin.

## Rechtliches
4-Iodamphetamin ist in der Schweiz im Gegensatz zu 4-Fluoramphetamin nicht der Betäubungsmittelverordnung von Swissmedic unterstellt.
In Deutschland unterliegt 4-Iodamphetamin nicht dem BtMG.